# Michael Verrips
Michael Robin Verrips (Velp, 3 december 1996) is een Nederlands profvoetballer die als doelman speelt. 

## Carrière
Michael Verrips begon met voetballen bij SV Grol in Groenlo, vervolgens speelde in de jeugd van Vitesse, PSV en FC Twente. Bij Jong FC Twente was hij gedurende het seizoen 2014/15 reservekeeper, maar kwam niet in actie. In het seizoen 2015/16 zat hij drie wedstrijden op de bank bij het eerste elftal van FC Twente, door blessures van Nick Marsman, Sonny Stevens en Timo Plattel. In 2016 vertrok hij naar Sparta Rotterdam, waar hij vooral met Jong Sparta Rotterdam in de Tweede divisie speelde. Hij debuteerde in het betaalde voetbal voor Sparta op 14 mei 2017, in de met 3-1 gewonnen uitwedstrijd in de Eredivisie tegen Go Ahead Eagles. Hij speelde in plaats van Roy Kortsmit, die een blessure aan zijn meniscus had. Met KV Mechelen pakte hij in 2019 de Belgische beker. In datzelfde seizoen werd KV Mechelen kampioen van de Eerste Klasse B. Na zijn tijd bij Mechelen vertrok Verrips naar Sheffield United FC. In januari 2022 verruilde hij Sheffield United op huurbasis voor Fortuna Sittard. Fortuna Sittard nam Verrips in de zomer van 2022 over van Sheffield United en verhuurde hem voor een seizoen aan FC Groningen en later nog één seizoen met optie tot koop.

## Clubstatistieken
| Seizoen           | Club                  | Competitie      | Competitie | Competitie | Beker | Beker | Overig | Overig | Totaal | Totaal |
| Seizoen           | Club                  | Competitie      | Wed.       | Dlp.       | Wed.  | Dlp.  | Wed.   | Dlp.   | Wed.   | Dlp.   |
| ----------------- | --------------------- | --------------- | ---------- | ---------- | ----- | ----- | ------ | ------ | ------ | ------ |
| 2014/15           | Jong FC Twente        | Eerste divisie  | 0          | 0          | –     | –     | –      | –      | 0      | 0      |
| 2015/16           | FC Twente             | Eredivisie      | 0          | 0          | 0     | 0     | –      | –      | 0      | 0      |
| 2016/17           | Sparta Rotterdam      | Eredivisie      | 1          | 0          | 0     | 0     | –      | –      | 1      | 0      |
| 2016/17           | Jong Sparta Rotterdam | Tweede divisie  | 13         | 0          | –     | –     | –      | –      | 13     | 0      |
| 2017/18           | → MVV Maastricht      | Eerste divisie  | 38         | 0          | 1     | 0     | –      | –      | 39     | 0      |
| 2018/19           | KV Mechelen           | Eerste klasse B | 27         | 0          | 7     | 0     | –      | –      | 34     | 0      |
| 2019/20           | KV Mechelen           | Eerste klasse A | 0          | 0          | 0     | 0     | 1      | 0      | 1      | 0      |
| 2019/20           | Sheffield United      | Premier League  | 0          | 0          | 1     | 0     | –      | –      | 1      | 0      |
| 2020/21           | Sheffield United      | Premier League  | 0          | 0          | 0     | 0     | –      | –      | 0      | 0      |
| 2020/21           | → FC Emmen            | Eredivisie      | 14         | 0          | 0     | 0     | –      | –      | 14     | 0      |
| 2021/22           |                       |                 |            |            |       |       |        |        |        |        |
| Sheffield United  | Championship          | 0               | 0          | 1          | 0     | –     | –      | 1      | 0      |        |
| → Fortuna Sittard | Eredivisie            | 3               | 0          | 0          | 0     | –     | –      | 3      | 0      |        |
| 2022/23           | Eredivisie            | Fortuna Sittard | 0          | 0          | 0     | 0     | –      | –      | 0      | 0      |
| 2022/23           | Eredivisie            | → FC Groningen  | 24         | 0          | 1     | 0     | –      | –      | 25     | 0      |
| 2023/24           | Eredivisie            | → FC Groningen  | 10         | 0          | 0     | 0     | –      | –      | 10     | 0      |
| 2023/24           | Eredivisie            | Fortuna Sittard | 12         | 0          | 2     | 0     | –      | –      | 14     | 0      |
| 2024/25           | FCV Dender EH         | Eerste klasse A | 26         | 0          | 0     | 0     | –      | –      | 26     | 0      |
| Carrièretotaal    | Carrièretotaal        | Carrièretotaal  | 154        | 0          | 12    | 0     | 1      | 0      | 167    | 0      |

## Interlandcarrière
Van 2013 tot 2016 speelde Verrips voor verschillende Nederlandse jeugdelftallen.

## Erelijst
| Competitie       |             |             |             |             |
| Competitie       | Aantal      | Jaren       |             |             |
| KV Mechelen      | KV Mechelen | KV Mechelen | KV Mechelen | KV Mechelen |
| ---------------- | ----------- | ----------- | ----------- | ----------- |
| Nationaal        |             |             |             |             |
| Eerste Klasse B  | 1x          | 2018/19     |             |             |
| Beker van België | 1x          | 2018/19     |             |             |

3 Pupe ·
4 Goncalves ·
5 Fila ·
6 Masangu ·
7 M'Barki ·
8 Van Oudenhove ·
9 Lallemand ·
10 Hens ·
11 Scheidler ·
13 Devriendt ·
15 Fofana ·
16 Kvet ·
17 Yahaya ·
18 Rôdes ·
19 Akman ·
20 Hrncar ·
21 Cools ·
22 Ruyssen ·
23 Acquah ·
24 Viltard ·
26 Oratmangoen ·
30 Dietsch ·
34 Verrips ·
53 Sylla ·
77 Nsimba ·
88 Ferraro ·
90 Berte ·
98 Soladio ·
Coach: Euvrard